# Batalla de Mons Seleucus
La batalla de Mons Seleucus es va lliurar l'any 353 entre les forces del legítim emperador romà Constanci II de la línia de Constantí I el Gran i les forces de l'usurpador Magnenci. Constanci II en va sortir victoriós i Magnenci, més tard, es va suïcidar.

## Antecedents
Després de ser derrotat a Mursa, Magnenci va fugir cap a Aquileia. Allà va cridar a tots els que encara li mantenien fidelitat per tal que li donessin suport. Magnenci Decenci (germà o cosí de Magnenci), que havia estat nomenat Cèsar, va ser enviat a lluitar contra els alamans a les fronteres del Rin i no va poder prestar ajuda al seu parent amb la part de l'exèrcit que manava.
Constanci II va reclutar tropes fresques i es va dedicar a recuperar les ciutats que Magnenci havia conquerit. A l'estiu de l'any 352, Constanci es va traslladar a Itàlia, on va constatar que Magnenci havia pres la decisió de no defensar aquella península.

## Batalla
Els exèrcits es van enfrontar al Mons Seleucus, a l'actual La Bâtie-Montsaléon, al sud-est de França, vora els Alps. Constanci va tornar a guanyar aquella batalla i Magnenci, veient que ja no tenia solució, es va suïcidar el 10 d'agost del 353. Després de la batalla final, Constanci va passar l'hivern amb les seves tropes a Arles.

## Conseqüències
Constanci II, ara indiscutible emperador de l'Imperi Romà, va nomenar Julià Cèsar de la meitat occidental de l'Imperi l'any 355 o potser el 356, i va iniciar una campanya per perseguir els que havien donat suport a Magnenci. Segons Ammià Marcel·lí, Constanci s'havia tornat més «cruel, violent i suspicaç amb l'edat», i els notarii i la guàrdia imperial sota les seves ordres, només amb una petita sospita ja infligien els càstigs.